# محمد الشنكيطي الأنصاري
محمد الشنكيطي الأنصاري هو أحد علماء مدينة مراكش. ولد في شهر صفر سنة 1327 هجرية الموافق لشهر مارس سنة 1909 م وتوفي في شهر سبتمبر سنة 1979.
هو محمد بن محمد مبارك بن الشيخ المعلوم الشنكيطي صهر الشيخ ماء العينين وقاتل معه ضد المستعمرين الفرنسي والإسباني في المغرب والصحراء الغربية، ولد الفقيه محمد الشنكيطي بمدينة مراكش من خديجة بنت محتسب مدينة مراكش الفقيه محمد الفاضل بنعطية، ولما كانت مقاومة المستعمر على أشدها اضطر والده مغادرة مراكش في صحبة الشيخ ماء العينين وترك ولده في كنف جده. كان سنه اربع سنوات أي سنة 1913، وخوفا عليه من الاستعمار نسبوه لهم فاشتهر باسم الفقيه محمد بلفاضل نسبة لجده لامه.
كبر بين أخواله وما ان بلغ سن الساسة عشر حتى توفي جده المحتسب
نشا محمد الشنكيطي منذ طفولته في بيت كبير بحومة روض العروس بمراكش الحمراء. يطلق المراكشيون على مثل هذه البيوت اسم رياض.

## دراسته
حفظ القران في سن مبكرة على يد كل من:
اولا في مدرسة الباشا لكلاوي السادة:
محمد المتوكي - محمد الصبان - أحمد المتوكي - محمد الرحماني - محمد
المسفيوي
ثانيا في كتاب بضريح الولي الصالح سيدي عبد الله جبار التلايف:
محمد الرحماني (المذكور اعلاه
ثالثا في كتاب درب الفران بروض العروس:
محمد المسفيوي (السابق ذكره) وعندما كان في مرض موته طلب منه استخلافه على الكتاب، وقد اعتدر له في البداية. بدعوى دراسته بجامع بن يوسف، ولكن توالت عليه الضغوط من شيوخه فقبل مرغما وذلك سنة 1354هجرية الموافق 1936
رابعا. في كتاب درب ويحاح بسيدي عبد العزيز السادة:
بوغالب - علال - الغالي وهو تلميذ محمد الرحماني (السابق ذكره)

## شيوخه في العلم
د
اولا: الذين اجازوه بشهادة ((العالمية)):
- الشيخ محمد بن الهاشمي المسفيوي (1908-1983): التحق للتدريس بجامع بن يوسف سنة 1939 ثم صار مفتشا به وفي سنة 1953 اصبح الرئيس الرابع لجامعة ابن يوسف.
- الشيخ محمد بن عبد الرازق (1906-): سافر إلى فاس لطلب العلم سنة 1927، وعاد لمراكش ليدرس بابن يوسف سنة 1932، وفتح مدرسة حرة بدرب عبيد الله بحومة المواسين ثم انتقلت إلى درب الشرفا الكبير وذلك بين 1933- 1937 قبل ان يغلقها الاستعمار الفرنسي. وعين أستاذا بالجامعة اليوسفية سنة 1943، ثم عين مؤقتا بجامع ابن يوسف سنة 1949 ، ثم عضوا بالمجلس العلمي بمراكش سنة 1952 . وأحيل على التقاعد سنة 1971
- الشيخ عمر بن عباد (1902- 1983) اشتغل عدلا ودرس في جامع ابن يوسف وتفرغ للتدريس منذ 1939 مدة 22سنة منها 10 سنوات قبل النظام أي قبل 1939 و12سنة بعده. كان خطيبا بجامع بن صالح بين 1945-1953، وتبعا لمواقفه الوطنية عزل من الخطبة والتدريس. وفي سنة 1950 اختير عضوا بمجلس الاستئناف الشرعي الاعلى بالرباط، وفي سنة 1957 عاد إلى مراكش قاضيا مستشارا بمحكمة الاستئناف إلى ان بلغ سن آلت قاعد سنة 1970.
- الشيخ محمد المختار السوسي (1900-1963) التحق بجامع ابن يوسف للدراسة سنة 1919 ، ثم تابع دراسته بجامع القرويين بفاس (1925-1928). وفي سنة 1928 حل بمدينة الرباط وتعرف على علمائها، وفي سنة 1929 عاد إلى مراكش، وسكن بزاوية والده بحي باب دكالة (الرملية) وحولها إلى مدرسة داخلية، ألقى دروسه بها وبمساجد مراكش (مسجد سيدي عبد العزيز التباع - مسجد جامع باب دكالة - مسجد الكتبيين) وفي سنة 1935 شرع في التدريس بجامع ابن يوسف. وفي سنة 1936 نفي إلى الغ من قبل المستعمر الفرنسي، وفي سنة 1945 رفع عنه قرار النفي فعاد إلى مراكش وفي 1950 انتقل إلى مدينة الدار البيضاء وهناك سجن وسط عام 1372 هجرية الموافق 1952م وأبعد إلى معتقل اغبالون كردوس بالصحراء المغربية مدة عام ونصف. وفي سنة 1955 عين وزيرا للأوقاف في أول حكومة مغربية بعد رجوع محمد الخامس من المنفى، ثم وزيرا للتاج في الحكومة الثانية، كماتقلد مهمة القاضي الشرعي بالقصر الملكي. ومن رحلاته: رحلته إلى الحج ضمن الوفد الرسمي سنة 1365 هجرية الموافق لسنة 1945 .ورحلته إلى تونس عضوا في جمعية احتباس الحرمين الشريفين سنة 1947 وله عدة مؤلفات منها: المعسول وابلغ قديما وحديثا وسوس العالمة وغيرها.
- الشيخ محمد بلحسن الدباغ (1879- 1952) شيخ الجماعة، درس بالجامعة اليوسفية قبل النظام والتحق بالأزهر في مصر سنة 1910 وعاد للمغرب سنة 1912 فاشتغل بالتدريس في بعض مساجد مراكش مثل مسجد رياض الزيتون القديم وهو من اصغر علماء مراكش سنا آنذاك. عمل عدلا في نظارة مراكش. ودرس ابني وزير الأحباس أحمد الجاي (عبد المجيد وعبد الرحمان). وفي سنة 1923 درس ابني الباشا الكلاوي (المهدي وإبراهيم). ورافقهما إلى باريس لإتمام دراستهما سنة 1925 . وعين سنة 1930 إماما وخطيبا لمسجد باريس باقتراح من الكلاوي وكان يعقد به مجالس علمية. ومن تلاميذه محمد الفاسي وزكي مبارك. وفي إحدى زيارات محمد الخامس لباريس انعم عليه بوسام من الدرجة الرابعة سنة 1930 . وأثناء مقامه بفرنسا تعلم اللغة الفرنسية. وفي سنة 1933 عاد إلى مراكش ليعقد مجالسه العلمية اليوسفية وكذلك بمسجد رياض الزيتون ورباط سيدي بوعمرو وزاوية الحضر. وفي سنة 1942 عين أستاذا بالأقسام النهائية بجامعة ابن يوسف. قد اعتقل من طرف المستعمر الفرنسي في احداث مراكش سنة 1937 ونفي إلى تارودانت. وبعد عودته عاد للتدريس حتى وفاته سنة 1952 . وله شعر بالعربية الفصحى والملحن.
- الشيخ عمر الدباغ: بحومة البروديين، وهو من شئون الجامعة اليوسفية. درس الأجرومية.
- الشيخ أحمد ولد الحاج المحجوب (1879-1943). درس بالجامعة اليوسفية عند تاسيس النظام. كما درس في العديد من المساجد المراكشية:(مسجد سيدي أيوب. مسجد اسول. ضريح مولاي علي الشريف بباب هيلان) كما أسندت له الإمامة بمسجد باب هيلان. وهو من اقدم المدرسين بالقسم الأول في جامعة ابن يوسف. وفي عهد رئيسها الثاني محمد بن عثمان المراكشي كان أحمد ولد الحاج المحجوب يدرس مادة النحو والصرف في السنوات الأولى والثانية والثالثة من القسم الأول من طلبة ابن يوسف. وكان منزله بحي قاعة بناهيض بمثابة محكمة للصلح مجانا. وكان رجلا متصوفا إلى ان توفي سنة 1943
- الشيخ محمد بن نوح السرغيني: وهو محمد بن عمر بن نوح السرغيني السملالي النوحي. مفتي وحافظ كبير. يقال انه اخر من ش دارك في مباراة حفظ الشيخ خليل أيام السلطان مولاي الحسن الأول. تولى القضاء في مدينة الصويرة. درس بجامعة ابن يوسف وبجامع الزكندري بحي القصور وبجامع السطايلية.
- الشيخ أبوبكر السرغيني.
- الشيخ أحمد إكرام اليعقوبي (1884- 1957) من دعاة السلفية. واعظ، مصلح، اهتمت بالطبقة الشعبية منتقدا للبدع والطرقيين. معنى إكرام بفتح الهمزة اوله المرابط، أي الرجل المحدر من اسرة صالحة يتبرك بها. نزيل مدرسة ابن يوسف. تخرج من جامعة ابن يوسف سنة 1919 .شارط في مدرسة مولاي الجيلالي الجعيدي بالويدان والرحامنة فاظهر كفاءة وقدرة على جلب الكثير من عشاق. وعاد إلى مراكش ليدرس بجامع ابن يوسف ومسجد حارة الصورة ومسجد الشرفاء بالمواسين. كان أحد أعضاء الوفد الذي قدم عريضة إلى محمد الخامس يطالب بانشاء جمعية خيرية إسلامية مستقلة عن بلدية مراكش وذلك سنة 1934 . وفي سنة 1936 فتح مدرسة حرة بسيدي بحربة. كان مشبتا بأفكار ابن تيمية والعقيدة الوهابية التي تأثر بها اثناء اداء فريضة الحج. كان يدعو إلى القبض في الصلاة ويمنع الذكر جهرا اثناء تشييع الجنازة. تراشق مع الشيخ محمد بلحن الدباغ (السابق ذكره) على المنابر الوعظية. ومن مواقفه الاصلاحية عمده مع ثلة من اتباعه إلى شجرة بحارة باب دكالة فقطعها وكانت مقصد بعض النساء لتعليق التمائم قصد جلب الخير. تولى خطبة الجمعة بجامع بريمة. عرض عليه القضاء فرفضه.كمارفض التدريس بجامعة ابن يوسف في بداية النظام بها وذلك لاعتقاده ان الرواتب المخصصة للعلماء من مصدر حرام، وكان يسمي الصندوق المخصص لذلك بالصندوق الأسود.
- الشيخ مولاي أحمد العلوي القاضي: من علماء جامعة ابن يوسف درس مختصر الشيخ خليل. أجاز محمد بلهاشمي المسفيوي السابق ذكره.
- الشيخ الحاج عمر الجراري السكراتي (توفي سنة 1944) سوسي التحق بمراكش حيث التقى بالشيخ ابي شعيب الدكالي ورغبه بالالتحاق بالأزهر وذلك سنة 1914 ثم قفل راجعا إلى المغرب سنة 1920 . مر بالشيخ ابي شعيب الدكالي بالرباط وكان وزيرا للعدل حينئذ. فكتب له رسالة إلى بعض المراكشيين يوصيهم به خيرا. بقي رحمه الله محافظا على لباسه المشرقي. كان يلقي دروسه في مسجد سيدي عبد العزيز التباع. لكنه كان متشبعا بالمذهب السلفي منتقدا الزاوية في تقديم الورد على الحزب الراتب بعد صلاة المغرب مما كان سببا في إخراجه منها. بعد ذلك درس بالجامعة اليوسفية مازجا اللهجة المغربية والمصرية. عمل بالتجارة مضطرا مقايضا في السكر في إحدى فنادق (ثلاث فحول). اشتغل بعدها في نقل البضائع والركاب. تولى القضاء بأمزميز قرابة سنتين. ثم رجع إلى مراكش ليدرس في مسجد سيدي بوعمرو القسطلي بروض العروس. وأخيرا انعزل عن الناس، يعيش من كراء منزلين.
- الشيخ محمد الكرنيغي
- الشيخ الحاج الحسن الشاوي: (توفي سنة 1941) كان يسكن بالزاوية العباسية. وهو من شيوخ الجامعة اليوسفية. تتلمذ عليه محمد بلهاشمي المسفيوي (المذكور سابقا).
- الشيخ الفقيه المهدي
- الشيخ محمد العاقب
- الشيخ الفقيه الضرير إبراهيم (لعله الضرير أحمد بن لحسن بن إبراهيم الملقب بنجم الدين) (1894- 1956) كان من اوائل أساتذة جامعة ابن يوسف بعد النظام. تدرج في أسلاك التعليم. القى دروسا وعظيمة بمسجد ابي العباس السباتي، حيث كان يسكن.
- الشيخ الحجوي
- الشيخ محمد بن أحمد بن محمد أبو ضربة المراكشي . تولى الخطابة بجامع الشرفاء بمراكش بعد والده المتوفى في 13صفر 1320 الموافق 1902 م
- الشيخ محمد بن إبراهيم الشاعر (شاعر الحمراء) (1900- 1954) درس على شيوخ ابن يوسف ثم على شيوخ القرويين بفاس ثم عاد إلى مراكش .انقطع عن الدراسة مدة . حاول أبوه بإيعاز من شيوخه صرفه عن الولع بالأدب . تشهد نكته وأجوبته وأشعاره الهزلية وهجاؤه الساخر بماكان عنده من دقة الملاحظة وسرعة الخاطر وخلق الدعابة الدالة على خفة الظل ورقة الطبع لطافة الإحساس . درس ببعض مساجد مراكش، واشتغل بالمحكمة المخزنية . ذهب لأداء فريضة الحج سنة 1935 . القى قصيدة طويلة امام الملك عبد العزيز ال سعود في محفل كبير من وجوه العرب والمسلمين، فاثابه عليها ثوابا جزيلا . توقف اثناء عودته بمصر . وفي 1942 أقام طلبة ابن يوسف حفلا تكريميا له، حضره علماء وأدباء واعيان المدينة، ألقيت فيه كلمات وقصائد تنويه وأكابر . توفي سنة 1954 . وفي 1958 أقامت شبيبة مدينة أسفي برئاسة الاستاذ ابي بكر آلبو خصيبا حفلا تابينيا له شارك فيه أصدقاء الشاعر ومحبوه، والقيت كلمات وقصائد في حقه . وفي سنة 1979 نظمت جمعية قدماء ثلاثي ثانوية محمد الخامس ذكرى شاعر الحمراء بمسرح الكازينو .
- الشيخ خليل الورزازي (1899- 1986): التحق للدراسة في جامعة ابن يوسف سنة 1917 . ثم بجسامة القرويين سنة 1923 . ورجع إلى مراكش في نفس العام . عين مدرسا بمدرسة الباشا الكلاوي (التي خلفه فيها بعد ذلك الفقيه محمد الشنكيطي الانصاري صاحب هذه السيرة). ولما زار محمد الخامس هذه المدرسة واستمع صحبة مرافقيه إلى درسه اصدر أمره الشريف بتعيينه أستاذا لانجاله بالمدرسة المولوية بالرباط .كما عين بثانوية مولاي يوسف . في هذه الأثناء زاول العدالة مع قاضي العاصمة بعد مزاولتها بمراكش . وعين أيضاً عضوا بمجلس الاستئناف الشرعي الاعلى بالرباط . وحين تأسست دار الحديث الحسنية عين أول مدير لها . وبعد انتهاء مأمورية التعليم بالمدرسة المولوية عين قاضيا بايت أوري ناحية مراكش سنة 1945 .ثم قاضيا بمدينة مراكش سنة 1957 . ثم مستشارا مقررا بالمجلس الاعلى بالرباط . وبقي في هذه المهمة إلى ان أحيل على التقاعد سنة 1971. قام بدروس تطوعية في بعض المساجد بمراكش . فهو فقيه علامة أديب ميال للوعظ والإرشاد .
- الشيخ محمد بن المبخوت: كان خطيب الجمعة في جامع درب ضباشي (ناب عنه الفقيه محمد الشنكيطي الانصاري صاحب هذه السيرة)
- الشيخ المختار السباعي العلام .

## تلاميذه
تلاميذ الفقيه محمد الشنكيطي الانصاري بالكتاب القراني الموجود بدرب الفران حومة روض العروس بمدينة مراكش:
ملاحظة: لم يكن الفقيه يكتفي بتحفيظهم القران بل كان يلزمهم حفظ الكثير من المتون النحوية والبلاغية والفقهية بل والأدبية . وكان يقسمهم إلى طبقات حسب ما يستوعبونه من تلك المتون ومايحفظون من القران .
وبذلك كان يساهم بشكل كبير في اعدادهم لولوج جامعة ابن يوسف أو جامعة القرويين.
والتلاميذ المذكورون كانو خلال سنة 1361هجرية أي سنة 1942ميلادية:
محمد الحشادي - المولى الماحي - مولاي أحمد بن مولاي الطاهر- عمر بن العربي - محمد بن كيران - محمد بن الغالي - إبراهيم الصوفي - عبد الله المخزني - ابن أبي جمعة - عبد الواحد - حسن الضرير - عبد الرحمن اشكايري - عبد الله بن أحمد - الخمصاني - محمد بن الخاضر - عبد اللطيف بن عمر - ابن ادريس الدلال - عبد الرحمان الزيات - عبد الله بن العربي - عبد الله بن امحمد - ابن أحمد السرغيني - أحمد بن كيران - عبد الكريم - أحمد بن محمد المسفيوي - السكاني - عبد اللطيف بن الخاضر - حسن ابن إبراهيم - محمد اكحل الاعين - أحمد أبو قشابين - محمد بن البركة - مولاي أحمد بن محمد - عرفة الحشادي - ابن عبد الله المصلوحي - أحمد الحشادي - القاضي - ابن حمان - العلمي - محمد بن الحبيب السقاء - أبوبكر بن البشير - ابن عمر اشكايريً - عبد الحي - بدر الدين - الطيب اكحل الاعين - مولاي الماحي - عمر بن العربي - محمد المهدي بن الغالي بن بنعطية - الحشادي الكبير - محمد بن ادريس - مهدي بن خليل الورزازي - عبد الرحمان اشكايري - محمد بن العربي أبو قشابين - أحمد بن حسن - مولاي الطاهر اسليطين - محمد بن إبراهيم - ابن عبد المجيد اكحل الاعين - عمر بن عبد الكبير الجزار - محمد بن عبد الله المصلوحي - العربي بن حمان - عباس بنيس - عبد القادر بن الحسين - عمر بن محمد بن عمر - عبد اللطيف بن الخاضر - محمد ولد أحمد الدباغ - محمد بن الحسين - محمد بن عبد القادر - عمر بن الهاشمي - أحمد بن الهاشمي - ولد الشيخ عبد العزيز التباع - محمد بن البركة الدراز - محمد بن المحجوب الخياط - محمد بن الصالح - مولاي الطاهر البلغيثي - محمد بن البشير بنعطية - أبوبكر بن البشير بنعطية - أحمد بن حمود النجار - السكتاني - أحمد بن عبد الله المازوني - مولاي الطيب السفاج - عمر الصوابني - عمر الصوابني - محمد بن أحمد الدباغ - أحمد بن أحمد اللباط - امحمد بن امان - عبد اللطيف بن محمد الدراز - عبد اللطيف بن حسن - أحمد بن محمد المرابط - محمد بن الصالح - أحمد بن المحجوب العبار - لحبيب السكتاني - عمر بن البشير بنعطية - إبراهيم بم امبارك العسكري - مولاي أحمد السفاج - أحمد بن المحجوب - محمد بن أحمد شنطيط - محمد بن مولاي محمد فتحا - عبد الرحمان الزيات - مولاي ادريس أبو قشابين - أحمد أبو قشابين - محمد بن العربي أبو قشابين - عبد الحي الصبان - عبد المجيد بن رحال .